# Live in Montreux (Agorà)
Live in Montreux è il primo album discografico del gruppo musicale italiano di jazz rock degli Agorà, pubblicato dalla casa discografica Atlantic Records nel 1975.
L'album è stato inserito nel libro di Mox Cristadoro I 100 migliori dischi del Progressive Italiano

## Tracce
Lato A
Testi e musiche di Robert Bacchiocchi, Renato Gasparini e Paolo Colafrancesco.
1. Penetrazione – 5:20
2. Serra S. Quirico Pt. 1 – 8:40

Durata totale: 14:00
Lato B
Testi e musiche di Robert Bacchiocchi, Renato Gasparini e Paolo Colafrancesco.
1. Serra S. Quirico Pt. 2 – 6:30
2. Acqua celeste – 6:06
3. L'orto di Ovidio – 5:30

Durata totale: 18:06

## Formazione
- Roberto Bacchiocchi - pianoforte elettrico, voce
- Renato Gasparini - chitarra
- Ovidio Urbani - sassofono soprano, cymbals, voce
- Paolo Colafrancesco - basso, voce
- Mauro Mencaroni - batteria, voce

Note aggiuntive
- Claudio Fabi - produttore
- Pier Tacchini - produttore esecutivo
- Registrato dal vivo al Mountain Recording Studio - Montreux Jazz Festival - (Montreux Casino) il 7 luglio 1975
- John L. Timperley - ingegnere delle registrazioni
- Cesar Menti - fotografia copertina, design album[2]